# Traité de Dresde
Le traité de Dresde signé le 25 décembre 1745 entre Frédéric II de Prusse et Marie-Thérèse d'Autriche met fin à la deuxième guerre de Silésie et confirme le traité de Breslau.

## Sources
- (en) Silesian Wars. (2006). In Encyclopædia Britannica. Retrieved June 11, 2006, from Encyclopædia Britannica Premium Service